# Drohomyśl
Drohomyśl (ukr. Дрогомишль) – wieś na Ukrainie, w rejonie jaworowskim obwodu lwowskiego. Wieś liczy ponad 1000 mieszkańców.
W II Rzeczypospolitej do 1934 samodzielna gmina jednostkowa. Następnie należała do zbiorowej wiejskiej gminy Nahaczów w powiecie jaworowskim w woj. lwowskim.
W latach 1939–1945 nacjonaliści ukraińscy z OUN-UPA zamordowali tutaj 74 Polaków, w tym we wrześniu 1939, pojedynczo i w różnym czasie, 15 żołnierzy Wojska Polskiego.
Po wojnie wieś weszła w struktury administracyjne Związku Radzieckiego.